# Kreidefelsen auf Rügen
Kreidefelsen auf Rügen (Krijtrotsen op Rügen) is een schilderij van de Duitse kunstschilder Caspar David Friedrich, geschilderd in 1818, olieverf op doek, 90,5 × 71 centimeter. Het wordt beschouwd als een iconisch werk uit de Duitse romantiek. Het schilderij behoort tot de collectie van het Museum Oskar Reinhart te Winterthur.

## Context
Aan het begin van de negentiende eeuw begon in Duitsland, als ook elders in Europa, voorzichtig iets op gang te komen wat toerisme kon worden genoemd. Kuuroorden als Baden-Baden en Karlsbad werden populaire bestemmingen, niet alleen om gezondheidsredenen, maar ook de Oostzeekust was in trek bij de bourgeoisie, met name Travemünde, met diverse hotels en een casino.
Friedrich was geboren in Greifswald, gelegen aan de Oostzee, tegenover het eiland Rügen. Toen Friedrich in 1818 trouwde nam hij zijn vrouw mee naar dat eiland om haar de kalkrotsen te laten zien. In dat jaar of kort nadien maakte hij ook zijn beroemde schilderij Kreidefelsen auf Rügen, waarop hij ook een drietal toeristisch aandoende figuren afbeeldt. Rügen stond op dat moment nog aan de vooravond van een toeristisch tijdperk. In 1816 had vorst Wilhelm Malte I er het eerste badhuis laten bouwen, in 1823 volgde een tweede in Putbus. Toen Friedrichs vriend, de criticus Carl Gustav Carus, in 1818 eveneens het eiland betrad wist hij evenwel nog geen hotel te vinden. Mede onder invloed van het schilderij van Friedrich zou dit echter snel veranderen. Het fameuze uitzicht vanuit de krijtrotsen werd een trekpleister die al snel vanuit heel Duitsland bezoekers zou trekken.

## Afbeelding
Kreidefelsen auf Rügen toont een adembenemend vergezicht over de zee vanuit de krijtrotsen van de Stubbenkammer, een bergketen op het eiland Rügen. In de verte zijn twee kleine boten te zien. Hoewel Friedrich op de voorgrond ook een drietal figuren weergeeft, wordt het schilderij doorgaans ingedeeld in het genre van de landschapschilderkunst. Toch hechtte Friedrich over het algemeen weinig waarde aan een getrouwe weergave van de natuur zoals hij die waarnam en zoals dat aan het begin van de negentiende eeuw nog gangbaar was. Het weergegeven uitkijkpunt kan ook niet precies worden gelokaliseerd en lijkt deels ook gefingeerd. Voor Friedrich was dat niet belangrijk. Het ging hem vooral om het verbeelden van een idee. Zelf zei hij ooit: 'Een schilder moet niet alleen schilderen wat hij voor zich ziet, maar ook wat hij in zichzelf waarneemt. Als hij daar niets vindt moet hij stoppen met schilderen'.
In Kreidefelsen auf Rügen wil Friedrich diepe rust en een gevoel van oneindigheid uitdrukken. Het schilderij heeft iets meditatiefs, bijna religieus, als een openbaring. Staren in de verte is staren in jezelf. Het sluit aan bij wat de dichter Novalis de 'romantische ziel' noemde, als spiegel van "Sehnsucht", melancholie en doodsverlangen. De kleine bootjes in de verte zouden de 'ziel' kunnen verbeelden.
Daarenboven weerspiegelen de krijtrotsen ook iets van een geografisch oer-verleden, waar de archeologische oudheid een belangrijk thema is in veel van Friedrichs werk. Ook het verlangen naar zo'n oer-verleden geldt als een typisch kenmerk van de Duitse romantiek, welke nadrukkelijk mede bepaald werd door het oeuvre van Friedrich.

## Figuren
De drie figuren op de voorgrond zijn waarschijnlijk later in het werk aangebracht. Gesuggereerd wordt dat de vrouw Friedrichs kersverse ega Caroline is, waarmee een van de twee mannen Friedrich zelf zou moeten wezen, waarschijnlijk de middelste. De derde figuur zou zijn broer Christian kunnen zijn, die hen tijdens hun huwelijksreis naar Rügen vergezelde, of zijn vriend Carus, die hen daar bezocht. De figuren hebben vooral tot doel de boodschap die Friedrich wil uitstralen te accentueren. De man die tegen de boom leunt en in de verte kijkt lijkt ons uit te nodigen hetzelfde te doen. Wat de vrouw en de in de gevaarlijke afgrond kijkende man precies doen blijft enigszins onduidelijk: is misschien het hoedje van de vrouw weggewaaid? Hun distractie evenwel versterkt het contemplatieve staren van de derde figuur rechts en daarmee de kernboodschap van het werk: hij laat zich niet afleiden.
Kunstkenners Rose-Marie en Rainer Hagen wijzen verder op de kleding van de man tegen de boom, die traditioneel burgerlijke is: baret op, korte pandjas aan. Het symboliseert Friedrichs sympathie voor de Duitse burgerij die kort voordien Napoleon Bonaparte had verjaagd en die streefde naar een verenigd Duitsland, op basis van principes uit de Franse Revolutie. Vorsten, prinsen en hoge adel hadden voor hem na hun eerdere betoonde sympathie voor Napoleon afgedaan, ook al keerden ze zich later tegen de kleine keizer.

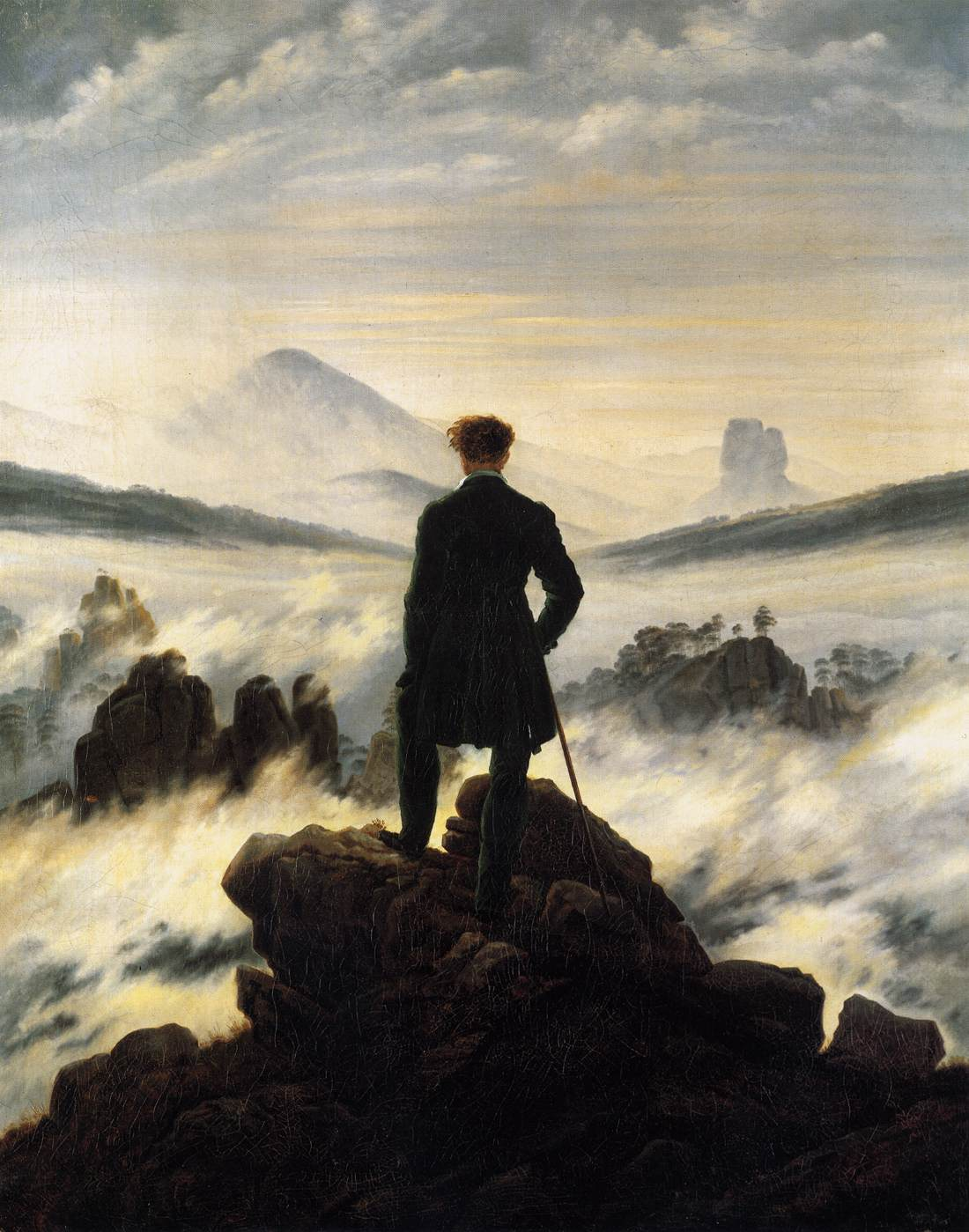
Der Wanderer über dem Nebelmeer, 1818

## Wanderer
In dezelfde periode dat Friedrich Kreidefelsen auf Rügen voltooide, schilderde hij ook zijn wellicht nog bekendere werk Der Wanderer über dem Nebelmeer. Dit werk is echter donkerder en somberder van opzet en verbeeldt mogelijk de strijd die hij voerde om zijn opwellende emoties te bedwingen. Beide schilderijen kennen veel vergelijkbare elementen, maar hebben een verschillende grondtoon, mogelijk wijzend op Friedrichs veronderstelde stemmingswisselingen. Waarschijnlijk is de Wanderer direct na Kreidefelsen auf Rügen geschilderd en heeft Friedrich de uitstraling van de tegen de boom leunende figuur in versterkte en meer gefocuste vorm opnieuw willen schilderen.
Beide werken thans gerekend tot de meest exemplarische uit de Duitse romantiek en preluderen op de latere nietzscheaanse en wagneriaanse levensgeest. Ze behoorden echter ook tot de favoriete schilderijen van Adolf Hitler, hetgeen lange tijd Friedrichs naam enigszins heeft bezoedeld.